# Jimmy Zambrano
Jaime Omar Zambrano Flórez (Guamal, 2 de noviembre de 1967) más conocido como Jimmy Zambrano, es un músico colombiano de vallenato.

## Biografía
Zambrabo nació en el municipio de Guamal (Magdalena). Su principal maestro en el acordeón fue su padre Epi Zambrano, un connotado músico de la región quien tocó con músicos como Alejo Durán y Luís Enrique Martínez. A muy temprana edad partió hacia Venezuela, más concretamente a Caracas, donde realizó estudios de música. Allí fue contactado por Los Melódicos de Renato Capriles para grabar un tema vallenato de Poncho Zuleta titulado "Luzmila".
En el año de 1993 grabó una producción con el grupo Los Clásicos al lado de Aníbal Caicedo y Jair Castañeda llamada "Vallenato y más". En 1995 Omar Geles descubrió su talento en una gira por Venezuela y lo incluyó en la agrupación Los Diablitos, donde participó como tecladista hasta el año de 1999. Durante los años que estuvo en Los Diablitos fue productor y arreglista de varios grupos del género y formó Los Emigrantes al lado de Aníbal Caicedo.
En 1999 se vinculó a la agrupación de Jorge Celedon, quien recientemente había dejado el Binomio de Oro. Con Celedón grabó nueve discos, varios de los cuales ganaron reconocimientos, discos de oro y de platino, ganando además el premio Grammy Latino en el año 2007 en la categoría Vallenato-Cumbia. Tras abandonar la agrupación de Celedón en 2012, un año después se unió con Dubán Bayona, ex-Binomio de Oro, para lanzar un disco titulado Métete en el viaje, recibiendo una nominación al Grammy Latino en 2014.
En el 2017 se convirtió en el acordeonista de la joven promesa del vallenato Fello Zabaleta, hijo del conocido cantor vallenato Beto Zabaleta. En la actualidad esta pareja musical se encuentra grabando un nuevo álbum vallenato en la ciudad de Barranquilla.

## Discografía

### Con Aníbal Caicedo (Los Emigrantes)
- Un Nuevo Sendero - FM Discos y Cintas - 1997
- Que Hable El Alma - FM Discos y Cintas - 1998

### Con Jorge Celedón
- Romántico Como Yo - Sony Music - 2000
- Llévame En Tus Sueños - Sony Music - 2001
- Canto Vallenato - Sony Music - 2002
- ¡Juepa Je! - Sony Music - 2004
- Grandes Éxitos En Vivo CD - Sony Music - 2005
- Son... Para El Mundo - Sony Music - 2006
- De lo Nuevo De Lo Mejor - Sony Music - 2008
- La Invitación - Sony Music - 2009
- Lo que tú necesitas - Sony Music - 2011
- Celedón Sin Fronteras Vol 1 (Álbum Compartido con Gustavo García) - Sony Music - 2013
- Celedón Sin Fronteras Vol 2 (Álbum Compartido con Gustavo García) - Sony Music - 2014

### Con Dubán Bayona
- Métete En El Viaje - Sony Music - 2013

### Con Fello Zabaleta
- Single "Cuando Llega El Viernes" - 2017
- El Momento Perfecto - 2018

### Como tecladista, acordeonista, productor o coproductor

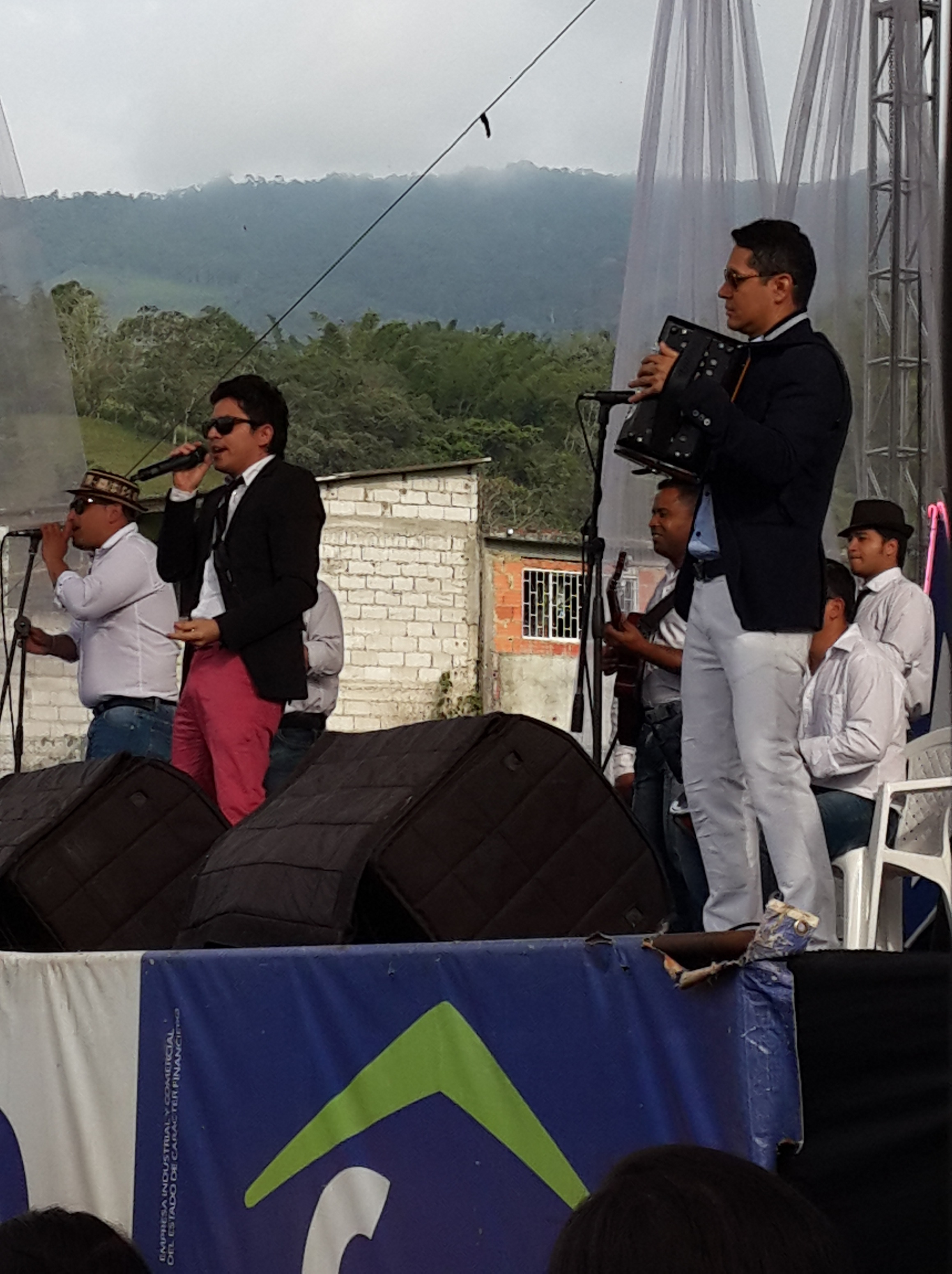
Presentación de Jimmy Zambrano al lado de Dubán Bayona en 2014

- Enamórate como yo (Adriana Lucía) - Sonolux - 1996
- Lenguaje Universal (Los Dlablitos) - Codiscos - 1996
- Nace del alma (Omar Geles) - Codiscos - 1997
- Están de moda (Los Diablitos) - Codiscos - 1997
- Nace el amor (Jair Castañeda & Joe Quintana) - Codiscos - 1998
- Corazón de Ángel (Los Diablitos) - Codiscos - 1998
- Por ti loco (Jair Castañeda & Joe Quintana) - Codiscos - 1999
- Siguiendo los pasos (Diomedes Dionisio Díaz & Rolando Ochoa) - Discos Fuentes - 1999
- Más vallenato (Los Diablitos) - Codiscos - 1999
- Corazón Vallenato (José Luís Carrascal & Ronald Urbina) - Sonolux - 2000
- Los Angelitos - Alejandro Manga (Los Angelitos) - Sonolux - 2000
- Mi bendita tierra (Armando Pulido) - AP Music - 2000
- Te prometo (María José Ospino) - Holy Music - 2001
- Identidad propia (Hebert Vargas & John Lozano) - Codiscos - 2004
- Tributo a Gustavo Gutiérrez (Andrés Ariza Villazón) - Codiscos - 2013

### Colaboraciones
- Dismelódicos (Los Melódicos) (Canción "Luzmila") - 1984
- Toby Love Reloaded (Toby Love ft Jorge Celedón) (Canción "Amores como el tuyo") - 2007
- Viento a favor (Alejandro Fernández) (Canción "Eres") - Sony Music - 2008
- Amaia Montero 2 (Amaia Montero) (Canción "Caminando") - Sony Music - 2011
- A contratiempo (Juan Fernando Velasco ft Jorge Celedón) (Canción "Yo nací aquí") - 2012
- Primera fila día 2 (Cristian Castro ft. Jorge Celedon) (Canción "Lloran las rosas") - 2014
- Aventura (Dubán Bayona ft Maykel) (Canción "Aventura") - 2015
- Niños Y Niñas (Luis Miguel ft. Jorge Celedón) (Canción "Tu Imaginación") - 2019
- Memorables 2 (Fabián Corrales) (canciones "Tu magia" y "Si nos enamoramos") - 2019